# Deutsches Kulturzentrum Temeswar
Das Deutsche Kulturzentrum Temeswar (rumänisch Centrul Cultural German Timișoara) ist eine kulturelle Einrichtung im Bvd. Revoluției din 1989 nr. 19 der westrumänischen Stadt Timișoara. Das Deutsche Kulturzentrum Temeswar wurde 2002 als öffentlich-private Partnerschaft zwischen dem Auswärtigen Amt und der Robert Bosch Stiftung gegründet. Der lokale Träger ist die Rumänisch-Deutsche Kulturgesellschaft.

## Geschichte
Im Januar 2001 wurde die Rumänisch-Deutsche Kulturgesellschaft von 17 Persönlichkeiten des öffentlichen Lebens gegründet, mit dem Ziel ein Deutsches Kulturzentrum für Temeswar und Umgebung zu schaffen. Vorsitzende der Kulturgesellschaft ist Ana-Maria Dacălu-Romițan, während das Kulturzentrum selbst von Mona Isabela Petzek geleitet wird.
Schwierigkeiten gab es, als sich die Robert-Bosch-Stiftung als Hauptförderer zurückzog und die Kulturzentren aus Rumänien sich finanziell selbstständig machen mussten. Sprachkursabteilungen wurden seither ausgebaut und sichern so den Kulturzentren ein regelmäßiges Einkommen. Zudem werden Kulturprogramme angeboten, die ein aktuelles Deutschlandbild vermitteln. Deutsche Kulturzentren gibt es neben Temeswar auch in Klausenburg, Kronstadt, Hermannstadt und Iași.
Die Aufgaben der Kulturgesellschaft und des Kulturzentrums sind die Förderung der deutschen Sprache, die Vermittlung eines aktuellen Deutschlandbildes und die Förderung der deutsch-rumänischen Kulturbeziehungen durch Ausstellungen, Lesungen, Konzerte und Literaturangebote.
Das Team hat es sich zum Anliegen gemacht, neue Wege zu eröffnen und Kontakte zwischen Menschen aus Deutschland und Rumänien, aber auch in Temeswar und im Banat zu fördern.
Das Kulturzentrum kooperiert lokal, landesweit und international mit verschiedenen Partnern, deutschen und rumänischen Kultur- und Bildungseinrichtungen, anderen europäischen Kulturzentren, städtischen und regionalen Einrichtungen, Galerien, Stiftungen und verschiedenen Nichtregierungsorganisationen sowie internationalen Partnerorganisationen.

## Tätigkeit
Das Deutsche Kulturzentrum ist in die Abteilungen Sprache, Bibliothek und Kulturarbeit aufgeteilt.
Der Schwerpunkt liegt in der Sprachabteilung mit bis zu 1.000 Kursteilnehmern jährlich. Die Sprachabteilung des Deutschen Kulturzentrums bietet Sprachkurse verschiedener Niveaus an sowie die Möglichkeit Sprachprüfungen mit Goethe-Zertifikat abzulegen. Sowohl die Kurse als auch die Prüfungen sind vom Goethe-Institut akkreditiert. Die Sprachabteilung sichert dem Kulturzentrum durch ein regelmäßiges Einkommen eine gewisse finanzielle Selbstständigkeit.
Die Bibliothek bietet eine aktuelle Auswahl an Büchern, Zeitschriften und audiovisuellen Medien in deutscher Sprache in einer großen Bandbreite an Sachgebieten, wie Kultur, Künste, Geschichte, Geographie, Philosophie, Deutsche Sprache, deutschsprachige Literatur mit Schwerpunkt 20. und 21. Jahrhundert, Gesellschaft und Wirtschaft.
Die Kinder- und Jugendbibliothek bietet neben einem umfangreichen Repertoire an Büchern auch eine Reihe von Gesellschaftsspielen.
Das Lehrmittelzentrum ist eine speziell auf pädagogische Bedürfnisse zugeschnittene Abteilung der Bibliothek. Es verfügt über eine große Auswahl an Literatur zur Methodik und Didaktik des Deutschunterrichts, Textbüchern, Lehrwerken und Videos für Lehrzwecke, die vom Goethe-Institut entwickelt wurden. Eine Leseecke und ein PC-Arbeitsplatz mit Internetzugang stehen zur Verfügung.
Die Kulturabteilung beteiligt sich, neben der Organisation von eigenen Projekten, auch an größeren Veranstaltungen in Temeswar. Sie organisiert Ausstellungen, Konzerte, Video-Veranstaltungen, Lesungen deutscher bzw. deutschsprachiger Autoren, Film- und Theatervorstellungen, ebenso Workshops für Schüler und Studenten.
Die Veranstaltungen sind in der Regel zweisprachig. Das Deutsche Kulturzentrum beteiligt sich regelmäßig an der Organisation größerer kultureller Veranstaltungen in Temeswar, wie Festivals, Ausstellungen und Konzerte.